# Richard Ochoa
Richard Ochoa Quintero (Valencia, 14 de fevereiro de 1984 - Caracas, 19 de julho de 2015) foi um ciclista profissional venezuelano.

## Palmarés
2004
- - 1.º em Campeonatos Pan-Americanos, Pista, Corrida por pontos,  Venezuela

2005
- - 1.º em 2.ª etapa parte B Volta a Portuguesa, Acarigua  Venezuela
  - 1.º em Classificação Geral Final Volta a Portuguesa  Venezuela

2006
- - 1.º em XX Jogos Centro-americanos e das Caraíbas, Pista, Corrida por Pontos,  Colômbia
  - 1.º em 3.ª etapa Vuelta Independencia Nacional, Barahona  República Dominicana
  - 1.º em 7.ª etapa parte a Vuelta Independencia Nacional, Santiago de los Caballeros  República Dominicana
  - 1.º em Classificação Geral Final Vuelta Independencia Nacional  República Dominicana
  - 1.º em 2.ª etapa parte a Volta a Yacambu-Lara, O Tocuyo  Venezuela
  - 1.º em Classificação Geral Final Volta a Yacambu-Lara  Venezuela

2008
- - 1.º em 7.ª etapa Volta à Venezuela, San Juan de los Morros  Venezuela

2009
- 1.º em 4.ª etapa Volta a Lara, Barquisimeto  Venezuela

2010
- - 1.º em XXI Jogos Centro-americanos e das Caraíbas, Pista, Scratch,  Porto Rico

2012
- - 1.º em Campeonato Nacional, Pista, Perseguição por Equipas,  Venezuela
  - 1.º em Campeonato Nacional, Pista, Corrida por pontos,  Venezuela
  - 1.º em Campeonato Nacional, Pista,  Venezuela

2013
- - 1.º em Clássico Câmara de Comércio Porto Cabelo  Venezuela
  - 1.º em Campeonato Nacional, Pista, Madison  Venezuela
  - 2.º em Jogos Bolivarianos, Pista, Perseguição por equipas  Peru
  - 3.º em Jogos Bolivarianos, Pista, Madison  Peru

## Equipas
- 2006  Gobernación de Carabobo
- 2007  Gobernación de Carabobo
- 2008  Serramenti PVC Diquigiovanni Androni Giocattoli
- 2009  Gobernación del Zulia
- 2014  Gobernación de Carabobo